# Чень Айсень
Чень Айсень (кит.: 陈艾森, нар. 22 жовтня 1995, Ґуандун, Китай) — китайський стрибун у воду, дворазовий олімпійський чемпіон Олімпійських ігор 2016 року, чемпіон світу.

## Виступи на Олімпіадах
| Олімпіада | Дисципліна                            | Місце |
| --------- | ------------------------------------- | ----- |
| Ріо 2016  | стрибки з 10-метрової вишки           | 1     |
| Ріо 2016  | синхронні стрибки з 10-метрової вишки | 1     |